# سيسباناوية
السيسباناوية (الاسم العلمي: Sesbanieae) هي قبيلة نباتية تتبع الفصيلة البقولية من رتبة الفوليات.

## أجناس
- السيسبان